# Університет Джонса Гопкінса
Університет Джонса Гопкінса (англ. Johns Hopkins University) — приватний дослідницький університет, заснований Джонсом Гопкінсом у місті Балтимор, штат Меріленд, США. Філії університету знаходяться також у Нанкіні, Китай, та Болоньї, Італія.
2010 року університет Джонса Гопкінса посів 18-е місце в Академічному рейтингу університетів світу і 13-е місце в рейтингу THE, з ним пов'язана наукова й дослідницька діяльність 36 лауреатів Нобелівської премії, які працювали тут у різні часи, університет Гопкінса один з найбільш цитованих у світі.
Університет є основоположником міжнародних Гордонівських конференцій.

## Історія
Відкриття університету відбулось 22 лютого 1876 року з інавгурацією його першого президента, Даніеля Койта Гілмана. Ця подія була присвячена 100-річному ювілею утворення Сполучених Штатів й до дня народження першого президента США Джорджа Вашингтона.
Даніель Гілман у своїй промові визначив місію університету:
|  | Підтримка досліджень… допомога окремим вченим, які просувають різні галузі науки та допомагають суспільству, в якому вони живуть. |

Запропонована ним місія залишається незмінною донині, сутність її проста, але слова Гілмана «Знання для світу» все ще часто повторюють. Створений навчальний заклад став у підсумку дослідницьким університетом, покликаним через науку й дослідження просувати знання на благо держави й людства.

## Структура університету
Університет має п'ять кампусів, які включають вісім шкіл, консерваторію Пібоді й лабораторію прикладної фізики. У Балтиморі розміщені три кампуси університету. У кампусі Гомвуд у північній частині міста знаходяться Школа мистецтв і наук Крігера, інженерна й педагогічна школи. На території кампусу у східному Балтиморі знаходяться школи медицини, медичних сестер і Школа громадського здоров'я і охорони здоров'я, а також Шпиталь Джонса Гопкінса. В центрі Балтимора знаходяться Бізнес-школа та консерваторія Пібоді, включена до складу університету 1977 року. У Вашингтоні розміщується Школа передових міжнародних досліджень Пола Нітце, одна з провідних шкіл, які спеціалізуються на підготовці дипломованих фахівців у галузі міжнародних відносин, світової економіки, дипломатії та політики. Лабораторія прикладної фізики (APL) — підрозділ університету, що базується в окрузі Говард, поблизу міста Лорел, штат Меріленд. Лабораторія не проводить освітню діяльність, а займається винятково дослідницькою роботою, включаючи секретну, та виступає передовсім як оборонний підрядник, виконуючи замовлення для міністерства оборони США й НАСА.